# Crystal (muziek)
Crystal is een Hongaarse popgroep. De groep werd opgericht in 1998 en bestaat uit drie leden: Kati Lajtai, Tibor Kasza en Gábor Kasza. De groep haalt zijn inspiratie uit Ierse muziek. Crystal heeft diverse albums en singles uitgebracht en regelmatig in de Hongaarse hitparades gestaan. Men brengt ook covers uit. Zo is het nummer Itt megtalálsz een Hongaarstalige cover van het nummer To France van Maggie Reilly en Mike Oldfield.

## Discografie

### Studioalbums
- Két utazó - 2000
- Fújja el a szél - 2002
- Trilógia - 2004
- Karácsony (Kerstmis) - 2008
- Gregorian - 2009

### Speciale studioalbums
- Két utazó Special Edition (2 CD) - 2002
- Fújja el a szél Special Edition (CD és DVD) - 2004
- Világok hangjai (CD és DVD) - 2007

### Maxi-cd's en dvd's
- Két utazó - 2000
- Ezer Hold - 2001
- Vigyázz rám - 2001
- Amíg csak élek I. - 2001
- Amíg csak élek II. - 2001
- Álom - 2002
- Fújja el a szél - 2002
- Mama - 2003
- Jég a tűzben - 2003
- Itt megtalálsz - 2004
- Hajnali fény (promotie-maxi-CD) - 2004